# Aleksandr Khant
Aleksandr Khant (russisk: Алекса́ндр Влади́мирович Хант ) (født 3. december 1985 i Khanty-Mansijsk i Sovjetunionen) er en russisk filminstruktør.

## Filmografi
- Kak Vitka Tjesnok vjoz Ljokhu Sjtyrja v dom invalidov (Как Витька Чеснок вёз Лёху Штыря в дом инвалидов, 2017)[1][2]